# At the Back of the Black Man's Mind
At the Back of the Black Man's Mind est un ouvrage de Richard Edward Dennett publié en 1906. Il fournit de nombreux détails sur le folklore, la culture et la religion des Bantu, principalement les Bavili et les Yoruba. Cependant, un bon nombre de ses écrits serait aujourd'hui considérés comme colonialiste ou raciste. En outre, il fournit de nombreuses théories sur les faits présentés qui sont inexactes ou non pertinentes.